# Santa Maria del Buon Consiglio
Santa Maria del Buon Consiglio, tidigare benämnd San Pantaleo alli Monti, är en kyrkobyggnad i Rom, helgad åt Jungfru Maria och särskilt åt hennes roll som Goda rådets Moder. Kyrkan är belägen vid Via del Buon Consiglio i Rione Monti och tillhör församlingen Santa Maria ai Monti.
Enligt en, numera försvunnen, inskription från år 1260 gick kyrkan även under namnet Sancti Pantaleonis Trium Clibanorum eller Sancti Pantaleonis Trium Fornorum. Dessa namn – ”Clibanorum” (av clibanus, ”ugn”) och ”fornorum” (av fornus ”ugn”, ”kalkugn”) – ger vid handen att kyrkan var belägen vid tre ugnar av någon typ. Benämningarnas ursprung är dock höljt i dunkel.

## Kyrkans historia
Den första kyrkan på denna plats uppfördes under påve Paschalis II:s pontifikat (1099–1118) och helgades åt den helige martyren Pantaleon. Enligt traditionen fördes då helgonets reliker hit från Nikomedia. Bakom kyrkans högaltare återfinns en cippus i marmor med följande inskription:
Senare uppfördes ett kloster för basilianermunkar invid kyrkan. Påve Clemens XII (1730–1740) överlät kyrkan åt Arciconfraternita della Dottrina Cristiana, men hans efterträdare, Benedikt XIV (1740–1758), förlänade år 1748 kyrkan åt Arciconfraternita della Beata Vergine del Buon Consiglio.
År 1974 drabbades kyrkan av en eldsvåda och kom att dekonsekreras; kyrkan har emellertid sedan dess nykonsekrerats.

## Exteriören
Kyrkans fasad är enkel med en portal med en dedikationsinskription samt ett fönster.

## Interiören
Den enskeppiga interiören har, förutom högaltare, ett sidokapell till vänster och ett sidoaltare till höger; under 1600-talet invigdes sidokapellet åt den helige Blasius och sidoaltaret åt den helige Pantaleon. Över högaltaret fanns tidigare en kopia av 1400-talsfresken Madonna del Buon Consiglio; originalet återfinns i Santuario della Madonna del Buon Consiglio i Genazzano.
Under kyrkan skall det enligt traditionen ha funnits en källa med undergörande vatten; den helige Pantaleons kropp skall ha hållits gömd därstädes.

## Omnämningar i kyrkoförteckningar
| Katalog                      | År         | Benämning                        |
| ---------------------------- | ---------- | -------------------------------- |
| Catalogo di Cencio Camerario | 1192       | sco. Pantaleoni trium clibanorum |
| Il Catalogo Parigino         | cirka 1230 | s. Pantaleo Trium Fornorum       |
| Il Catalogo di Torino        | cirka 1320 | Ecclesia sancti Panthaleonis     |
| Il Catalogo del Signorili    | cirka 1425 | sci. Pantaleonis                 |

## Bilder
| - Madonna del Buon Consiglio. |